# Lyprotemyia villosa
Lyprotemyia villosa är en tvåvingeart som först beskrevs av James 1939.  Lyprotemyia villosa ingår i släktet Lyprotemyia och familjen vapenflugor.
Artens utbredningsområde är Costa Rica. Inga underarter finns listade i Catalogue of Life.